# Marianne Haukland
Marianne Haukland (* 1. Januar 1989) ist eine norwegische Politikerin der konservativen Partei Høyre. Von 2017 bis 2021 war sie Abgeordnete im Storting.

## Leben
Haukland studierte Staatswissenschaft an der Universität Tromsø, wo sie 2015 einen Masterabschluss erhielt. Während ihrer Studienzeit war sie hochschulpolitisch engagiert und unter anderem von 2013 bis 2014 Präsidentin des Studierendenparlamentes. Anschließend arbeitete sie bis 2016 bei der norwegischen Behörde NAV in Alta, bevor sie dort bis 2017 als Lehrerin tätig war. Im Jahr 2015 zog sie in das Kommunalparlament von Alta und das Fylkesting der damaligen Provinz Finnmark ein.
Bei der Parlamentswahl 2017 gelang es ihr nicht, sich ein direktes Mandat für das norwegische Nationalparlament Storting zu sichern. Stattdessen wurde sie sogenannte Vararepresentantin für den Wahlkreis Finnmark, also Ersatzabgeordnete. Als solche kam sie ab dem 1. Oktober 2017 zum Einsatz, da ihr Parteikollege Frank Bakke-Jensen als Mitglied der Regierung sein Mandat ruhen lassen musste. Sie wurde Mitglied im Familien- und Kulturausschuss. Im Vorfeld der Stortingswahl 2021 wurde sie auf dem wenig aussichtsreichen fünften Platz der Høyre in Finnmark nominiert. Sie schied in der Folge im Herbst 2021 aus dem Parlament aus.